# Sky Uno
Sky Uno è un canale televisivo italiano di proprietà del gruppo Sky Italia, è il primo canale Sky di tipo generalista, interamente dedicato all'intrattenimento. Nato il 1º aprile 2009, posizionato all'interno del pacchetto "Sky TV", è disponibile anche in HD (sia la versione principale sia quella timeshift). Dal 1º ottobre 2018 al 17 maggio 2021 è stato diretto da Antonella D'Errico, succedutagli da Roberto Pisoni fino al 31 luglio 2025. Attualmente è diretto da Francesca De Martini.

## Storia
Sky Uno nasce il 1º aprile 2009 dall'unione di SKY Vivo e Sky Show. Per la prima puntata del Fiorello Show 1 015 000 spettatori (3,53% di share) si sintonizzano sul nuovo canale per guardare lo show, risultato record per il canale.
Dall'11 agosto 2009 il canale rileva la messa in onda del famoso talk show statunitense Late Show with David Letterman fino all'agosto 2011 quando Sky non rinnova l'accordo con la CBS, lasciando la trasmissione dello show a Rai 5.
La voce ufficiale dei promo del canale è il doppiatore Simone D'Andrea.
A marzo 2010 debutta lo sport con i X Giochi paralimpici invernali.
Dal 28 giugno 2010, con il timeshift Sky Uno +1, il canale cambia il logo e trasmette nel formato panoramico 16:9.
Il 17 febbraio 2011 va in onda il primo episodio della serie televisiva storica Spartacus - Sangue e sabbia, stabilendo un record per il canale, infatti l'episodio viene visto da 226 402 spettatori medi complessivi, diventando il programma più visto di Sky Uno dalla sua nascita, dopo X Factor e il Fiorello Show.
Il 20 ottobre 2011 Sky Uno, in concomitanza con la partenza della nuova edizione di X Factor inizia a trasmettere in alta definizione.
Nell'estate 2012, in contemporanea con Sky Olimpiadi 1 e Sky 3D, su Sky Uno va in onda la cerimonia di apertura e di chiusura delle Olimpiadi di Londra.
Dal 25 ottobre 2012 anche Sky Uno +1 trasmette in alta definizione.
Il 26 settembre 2013 il canale si uniforma a Sky Arte HD con un nuovo logo. Il 16 ottobre 2013 Sky Uno si trasferisce alla posizione 108 e nasce Sky Uno +2 con la programmazione di Sky Uno due ore dopo alla posizione 140. Dal 23 marzo 2014 Sky Uno +2 cessa di trasmettere.
Dall'8 settembre 2015 a seguito dell'abbandono di Mediaset delle reti generaliste a diffusione libera sul satellite, Sky Uno viene diffuso anche al canale 105.
Il 18 settembre 2014 parte l'ottava edizione di X Factor con Alessandro Cattelan e giudici Morgan, Mika, Fedez e Victoria Cabello. Il 18 dicembre parte la quarta edizione di MasterChef Italia con Bruno Barbieri, Carlo Cracco e Joe Bastianich. Dal 12 marzo 2015 parte la sesta edizione del talent show Italia's Got Talent, passato da Canale 5 a Sky Uno così da abbattere i costi di produzione, condotto da Vanessa Incontrada con i giudici Claudio Bisio, Nina Zilli, Frank Matano e Luciana Littizzetto.
Il 10 settembre 2015 il canale si uniforma all'inglese Sky One con un nuovo logo e nuove grafiche.
Nello stesso giorno parte la nona edizione di X Factor con Alessandro Cattelan e i giudici Elio, Mika, Skin e Fedez. Il 17 dicembre parte la quinta edizione di MasterChef Italia con Carlo Cracco, Bruno Barbieri, Joe Bastianich e la novità del quatro giudice Antonino Cannavacciuolo. Il 10 marzo 2016 va in onda la terza edizione di Junior MasterChef Italia con giudici Bruno Barbieri, Alessandro Borghese e Gennaro Esposito. Il 16 marzo 2016 parte la settima edizione di Italia's Got Talent con Lodovica Comello alla conduzione e i giudici Claudio Bisio, Nina Zilli, Luciana Littizzetto e Frank Matano. Il 22 marzo 2016 parte la prima stagione di Top Gear Italia, versione italiana del famoso programma automobilistico della BBC, condotto da Joe Bastianich, Guido Meda, Davide Valsecchi e The Stig.
Con la stagione 2016-2017, il 15 settembre 2016 parte la decima edizione di X Factor con Alessandro Cattelan e i giudici Arisa, Alvaro Soler, Manuel Agnelli e Fedez. Il 4 ottobre parte la terza stagione di Hell's Kitchen Italia condotta dallo chef Carlo Cracco, mentre 10 ottobre torna l'Edicola Fiore con Fiorello e Stefano Meloccaro.
Il 5 novembre 2016 Sky Uno, con Sky Atlantic, Sky Arte HD, Sky Cinema e Sky Primafila si uniformano agli omonimi canali britannici con una nuova grafica.
Dal 22 luglio al 9 agosto 2017 Sky Uno +1 HD diventa "Sky Uno Loves Animals" riproponendo programmi dedicati agli animali di diversi canali, quali Sky Cinema, Nat Geo Wild, Discovery Channel, Animal Planet e DeA Kids. Dal 19 aprile 2018 il canale è visibile anche sul digitale terrestre tramite Mediaset Premium al canale 318 con, fino al 2 luglio, una programmazione differente rispetto alla versione originale.
Il 2 luglio 2018 si uniforma ancora una volta all'inglese Sky One con un nuovo logo e una nuova grafica. Lo stesso giorno la versione in alta definizione comincia a trasmettere in Super HD 24 ore su 24.
Il 5 settembre 2018, il canale abbandona la posizione 105 della piattaforma Sky Italia per lasciarla a Canale 5 HD.
Dal 13 settembre 2018, arriva anche alla posizione 104 della piattaforma Sky Italia, la quale viene abbandonata, il 2 gennaio 2019, per lasciare spazio a Rete 4 HD ed agli altri canali Mediaset.
Dal 1º gennaio 2020 al 1º agosto 2021 il canale è stato disponibile su TIMvision.
Il 15 gennaio 2021 si uniforma per l'ennesima volta all'inglese Sky One con un nuovo logo e una nuova grafica.
Dal 1º aprile 2021 è visibile in HD anche su Sky Go.

## Altre versioni

### Sky Uno +1
Il 20 aprile 2009, con la fine della messa in onda del reality show Grande Fratello 9, in onda 24 ore su 24 su SKY Show, Sky ha deciso di sopprimere anche quest'ultimo canale; dal 21 aprile è partita quindi la versione timeshift Sky Uno +1 al canale 116, in sua sostituzione. Dall'8 novembre 2010 ha traslocato sul canale 110 e dal 16 ottobre 2013 si trova alla posizione 109.

### Sky Uno HD
Sky Uno HD è partito dal 20 ottobre 2011 sul canale 108 dello Sky Box HD. Il canale è il simulcast di Sky Uno e trasmette la sua programmazione in alta definizione. I programmi che non sono disponibili in HD subiscono l'upscaling.

### Sky Uno +1 HD
Sky Uno +1 HD è partito dal 25 ottobre 2012 sul canale 109 dello Sky Box HD. Il canale è il simulcast di Sky Uno +1 e trasmette la sua programmazione in alta definizione.

### Sky Uno +2
Sky Uno +2 è partito il 16 ottobre 2013 sul canale 140 ed era il canale timeshift che proponeva la programmazione di Sky Uno posticipata di due ore. Era disponibile fino al 23 marzo 2014.

## Palinsesto
La programmazione è quella di un canale generalista: propone un mix tra serie tv, film, quiz, reality e talent show, quasi tutti in prima visione assoluta. Tuttavia, gli show di gran lunga più conosciuti (X Factor, MasterChef, Italia's Got Talent, Pechino Express) provengono tutti da canali TV gratuiti.

### Programmi attualmente in onda

#### Reality Show
- Fratelli in affari
- Buying and Selling
- Socialface
- Pechino Express (proveniente da Rai 2)
- Cucine da incubo

#### Serie TV
- Dr. House - Medical Division
- Archer (st. 2+)

#### Show
- Hell's Kitchen USA
- Alessandro Borghese - 4 ristoranti
- America's Got Talent
- Britain's Got Talent
- Bruno Barbieri - 4 hotel
- Italia's Got Talent (proveniente da Canale 5) e Italia's Got Veramente Talent?
- Alessandro Borghese Kitchen Sound
- MasterChef Australia
- Family Food Fight Italia
- MasterChef Italia (proveniente da Cielo)
- MasterChef Magazine
- Bar da incubo
- Planet's Got Talent
- Master Pasticciere di Francia
- Iginio Massari - The Sweetman
- Dolci di Pasqua
- Pasticceria estrema
- The X Factor UK
- Sky Uno Loves Animals
- Antonio Riva - Una sposa da sogno
- Mix and Match
- AAA casa da sogno cercasi
- B Heroes
- Natale a suon di luci
- (S)Cambio Casa
- Tutto cuccioli
- Vita da ricchi
- Case da milionari
- Case da milionari LA
- Face Off
- X Factor (proveniente da Rai 2), Xtra Factor, Ante Factor e Strafactor.
- Chi veste la sposa: mamma contro suocera (proveniente da Lei)
- Chi sceglie la seconda casa? (proveniente da Dove - Travel & Trends TV)

### Programmi precedentemente in onda

#### Reality Show e Talent Show
- 10 Anni più giovane UK
- Ace of Cakes - In torta magna
- America's Next Top Model
- Antonino Chef Academy
- Appuntamento al buio - Made in Italy
- Australia's Next Top Model
- Best Bakery - La migliore pasticceria d'Italia (proveniente da TV8)
- Celebrity MasterChef Italia
- Cucina on the Road
- Dating in the Dark
- Dimagrire con gusto USA
- E poi c'è Cattelan
- E poi c'è Cattelan a Teatro
- Edicola Fiore
- Extreme Makeover: Home Edition
- Family Food Fight Italia
- Gallery Girls
- Giardini da incubo
- Hell's Kitchen Italia
- Il boss del ghiaccio
- Il boss del legno
- Ink Master: tatuaggi in gara
- Italia's Next Top Model
- Lady Burlesque':
- MasterChef All Stars Italia
- Junior MasterChef Australia
- Matrimonio a prima vista Italia (prime tre stagioni)
- Project Runway - Taglia, cuci... sfila!
- Q'Viva! The Chosen
- RDS Academy (spostato su Real Time)
- The Apprentice
- The Bachelor
- The Face USA
- The Fashion School
- The Island con Bear Grylls
- The Moment: Il lavoro che sognavo
- The Quest
- The Renovators - Case fai da te
- The Ultimate Fighter (passato su Sky Sport 2 HD)
- The X Factor USA
- Voglio vivere così
- Vuoi ballare con me?
- Work of Art - Pezzo d'artista

#### Documentari
- In volo sull'Africa
- In viaggio con Darwin
- Emergenza veterinaria
- Eroi a 4 zampe
- Hotel allo sbando
- L'uomo dei leoni
- SOS veterinario

#### Show
- Ale contro tutti
- Aniene
- Bobo & Marco - I re del ballo
- Cambio vita... mi sposo
- Cash Taxi
- Celebrity Now - Satira Selvaggia
- Chef a Beverly Hills
- David Letterman Show (2009-2011, passato su Rai 5)
- Domani smetto
- Famiglia extralarge
- Fiorello Show
- Junior MasterChef Italia
- Kid's Got Talent Italia
- Top Gear Italia
- Top Gear UK
- Lol - Tutto da ridere
- Love in the Wild
- Mi ha lasciato... cambio vita
- Most Dangerous
- Pronto intervento
- Sei più bravo di un ragazzino di 5ª?
- Gli Sgommati
- Sgommati Show - Apocalisse 2012
- Sky Scherzando?
- Stalk Radio
- Uno in musica
- Uno su tutti
- TOP DJ (passato su Italia 1)
- Matrimonio a prima vista
- The Incredible Mr. Goodwin
- Duck Dynasty: buzzurri e bizzarri

#### Miniserie televisive
- Casa Howard
- I Kennedy: la storia continua
- L'isola del tesoro
- Neverland - La vera storia di Peter Pan
- Piccole donne
- Spartacus - Gli dei dell'arena

#### Serie TV
- 30 Rock
- Le avventure di Hooten & the Lady
- Call Me Fitz
- Chemistry - La chimica del sesso
- Crossing Jordan
- Femme Fatales - Sesso e crimini
- Glee (st. 5-6)
- Hung - Ragazzo squillo
- Hunted
- Kath & Kim
- Nurse Jackie - Terapia d'urto (st. 1-4)
- Nymphs
- Rita Rocks
- The River
- La spada della verità
- Spartacus
- Strike Back (st. 2-4)
- The Following (st. 1)
- The Next Step (st. 1)
- The Office (st. 3)
- The White Queen
- XIII (st. 1)

## X Factor
X Factor va in onda su Sky Uno dal 20 ottobre 2011 (in precedenza andava in onda su Rai 2). Il 3 novembre 2011 con la terza puntata di X Factor - Le Selezioni il canale ottiene il miglior risultato di sempre in prime time con 657 977 telespettatori e il 2,3% di share.
Il 17 novembre 2011 parte la prima puntata di X Factor - Live Show che ottiene un nuovo record d'ascolti totalizzando 747 493 spettatori e il 2,26% share con un indice di permanenza del 47% nonostante le 3 ore di diretta. Record anche per Xtra Factor che totalizza 219 000 spettatori ed un indice di permanenza del 59% nonostante la tarda notte (ottava rete in prime time, alle spalle delle reti Rai, Mediaset e di LA7).
Il 5 gennaio 2012 la finale di X Factor ottiene un ascolto medio di 1 050 000 spettatori con il 3,95% di share medio e picchi che superano l'8%, portando la media giornaliera di Sky Uno a 160 000 spettatori.
Dalla 9ª edizione i Live di X Factor vengono trasmessi in esclusiva su Sky Uno (tranne la finale).

## MasterChef Italia
Dopo una prima edizione trasmessa sul canale gratuito Cielo, le trasmissioni della seconda edizione sono iniziate il 14 dicembre 2012.
Attualmente giunto a quattordici edizioni, MasterChef Italia, nella puntata finale della sesta edizione, ha raggiunto, considerando anche +1/on demand, il risultato di oltre 1 640 000 telespettatori, facendo ottenere al canale il risultato più alto di sempre.

## Conduttori principali

### Anni 2000
- Marco Berry
- Lorella Cuccarini
- Fiorello
- Frank Matano
- Massimiliano Ossini
- Natasha Stefanenko

### Anni 2010
- Lucilla Agosti
- Bruno Barbieri
- Joe Bastianich
- Marco Berry
- Claudio Bisio
- Alessandro Borghese
- Antonino Cannavacciuolo
- Dario Cassini
- Alessandro Cattelan
- Lodovica Comello
- Carlo Cracco
- Corrado Guzzanti
- Vanessa Incontrada
- Petra Loreggian
- Selvaggia Lucarelli
- Mara Maionchi
- Frank Matano
- Giampaolo Morelli
- Paolo Rossi
- Natasha Stefanenko
- Rocco Tanica
- Simona Ventura

### Anni 2020
- Ludovico Tersigni
- Francesca Michielin
- Giorgia

## Ascolti

### Share mensile di Sky Uno
Giorno medio mensile su target individui 4+
| Anno | Gen   | Feb   | Mar   | Apr   | Mag   | Giu   | Lug   | Ago   | Set   | Ott   | Nov   | Dic   | Media anno |
| ---- | ----- | ----- | ----- | ----- | ----- | ----- | ----- | ----- | ----- | ----- | ----- | ----- | ---------- |
| 2012 | -     | -     | -     | -     | -     | -     | -     | -     | -     | -     | -     | -     | 0,16%      |
| 2013 | -     | -     | -     | -     | -     | -     | -     | -     | -     | -     | -     | -     | 0,17%      |
| 2014 | -     | -     | -     | -     | -     | -     | -     | -     | -     | -     | -     | -     | 0,23%      |
| 2015 | 0,30% | 0,28% | 0,25% | 0,29% | 0,24% | 0,18% | 0,16% | 0,13% | 0,29% | 0,37% | 0,39% | 0,35% | 0,26%      |
| 2016 | 0,35% | 0,36% | -     | 0,26% | 0,28% | -     | -     | 0,13% | -     | -     | 0,52% | 0,44% | 0,31%      |
| 2017 | 0,40% | 0,40% | 0,48% | 0,37% | 0,20% | 0,20% | 0,20% | 0,15% | 0,27% | 0,41% | 0,47% | 0,35% | 0,34%      |
| 2018 | 0,37% | 0,37% | 0,30% | 0,22% | 0,13% | 0,12% | 0,17% | 0,27% | 0,31% | 0,38% | 0,42% | 0,38% | 0,28%      |
| 2019 | 0,41% | 0,36% | 0,36% | 0,18% | 0,11% | 0,15% | 0,15% | 0,13% | 0,25% | 0,34% | 0,30% | 0,32% | 0,26%      |
| 2020 | 0,35% | 0,31% | 0,20% | 0,14% | 0,16% | 0,15% | 0,14% | 0,14% | 0,26% | 0,30% | 0,33% | 0,33% | 0,23%      |
| 2021 | 0,39% | 0,39% | -     | -     | -     | -     | -     | -     | -     | -     | -     | -     | -          |
| 2022 | -     | -     | -     | -     | -     | -     | -     | -     | -     | -     | -     | -     | 0,28%      |
| 2023 | 0,43% | 0,37% | 0,29% | 0,28% | 0,24% | 0,26% | 0,20% | 0,18% | 0,29% | 0,31% | 0,32% | 0,42% | 0,30%      |
| 2024 | 0,45% | 0,41% | 0,29% | 0,31% | 0,25% | 0,18% | 0,13% | 0,15% | 0,32% | 0,39% | 0,36% | 0,44% | 0,31%      |
| 2025 | 0,47% | 0,42% | 0,25% | 0,29% | 0,23% | 0,20% |       |       |       |       |       |       |            |

## Loghi

1º aprile 2009 - 28 giugno 2010
28 giugno 2010 - 19 ottobre 2011
19 ottobre 2011 - 26 settembre 2013
26 settembre 2013 - 10 settembre 2016
10 settembre 2016 - 2 luglio 2018
2 luglio 2018 - 15 gennaio 2021
In uso dal 15 gennaio 2021